# NGC 4268
NGC 4268 في الفهرس العام الجديد، هي مجرة، تقع في كوكبة العذراء. اكتشفت في 1 أبريل 1862 .

## روابط خارجية
- NGC 4268 على موقع ويكي سكاي: DSS2, SDSS, GALEX, IRAS, Hydrogen α, X-Ray, Astrophoto, Sky Map, Articles and images